# Ágios Stéfanos (Kýthnos)
Pour les articles homonymes, voir Ágios Stéfanos.
Ágios Stéfanos, en grec moderne : Άγιος Στέφανος, est un petit village côtier sur l'île de Kýthnos, dans les Cyclades, en Grèce.
Selon le recensement de 2011, la population du village compte huit habitants.